# Ben Garfield
Benjamin Garfield (4 tháng 4 năm 1871 – mid-1958) là một cầu thủ bóng đá người Anh thi đấu ở vị trí outside left. Garfield thi đấu cho Finedon, Kettering Town, Burton Wanderers, West Bromwich Albion, Brighton & Hove Albion, Tunbridge Wells Rangers và Anh.

## Tiểu sử
Garfield sinh ra ở Higham Ferrers, Northamptonshire. Năm 1898, ông có 1 lần duy nhất khoác áo đội tuyển Anh, ra sân trong chiến thắng 3–2 trước Ireland ở Belfast.